# Роговская, Анна
А́нна Рого́вская (пол. Anna Rogowska; род. 21 мая 1981, Гдыня) — польская прыгунья с шестом, чемпионка мира 2009 года.
Бронзовый призёр Летних Олимпийских игр 2004 года. Чемпионка мира 2009 года. Серебряный медалист чемпионата мира 2006. Серебряный медалист чемпионата Европы (2005). Призёр чемпионата Европы молодёжи (2003). Рекордсменка Польши (4, 83 стадион, 4, 80 в залах).